# Soccer Brawl
Soccer Brawl est un jeu vidéo de football développé et édité par SNK en 1992 sur Neo-Geo MVS, Neo-Geo AES et en 1995 sur Neo-Geo CD (NGM 031),,.